# Kochowo-Parcele
Kochowo-Parcele – wieś Kochowo w Polsce, położona w województwie wielkopolskim, w powiecie słupeckim, w gminie Słupca.
Dawniej samodzielna miejscowość i gromada w gminie Młodojewo.